# Chliara rovena
Chliara rovena är en fjärilsart som beskrevs av William Schaus 1933. Chliara rovena ingår i släktet Chliara och familjen tandspinnare. Inga underarter finns listade i Catalogue of Life.